# Vincentas Sladkevičius
Vincentas Sladkevičius (Žasliai, 20 agosto 1920 – Kaunas, 28 maggio 2000) è stato un cardinale e arcivescovo cattolico lituano.

## Biografia
Nacque a Žasliai il 20 agosto 1920, compì gli studi al seminario teologico di Kaunas.
Fu ordinato presbitero il 25 marzo 1944.
Il 14 novembre 1957 fu eletto vescovo titolare di Abora e vescovo ausiliare di Kaišiadorys e consacrato il 25 dicembre dello stesso anno dal vescovo Teofilius Matulionis. Dal 1963 al 1982  gli fu impedito di esercitare il ministero episcopale e fu tenuto praticamente agli arresti domiciliari dal governo. Dal 27 aprile 1988 fu presidente della Conferenza episcopale lituana.
Papa Giovanni Paolo II lo elevò al rango di cardinale nel concistoro del 28 giugno 1988 e gli conferì il titolo dello Spirito Santo alla Ferratella.
Il 10 marzo 1989 fu promosso alla sede metropolitana di Kaunas. Il 4 maggio 1996 rassegnò le dimissioni per raggiunti limiti d'età.
Nel 1993 era entrato a far parte della Congregazione dei chierici mariani.
Morì il 28 maggio 2000 all'età di 79 anni a Kaunas e venne sepolto nella cattedrale della città.

## Genealogia episcopale e successione apostolica
La genealogia episcopale è:
- Cardinale Scipione Rebiba
- Cardinale Giulio Antonio Santori
- Cardinale Girolamo Bernerio, O.P.
- Arcivescovo Galeazzo Sanvitale
- Cardinale Ludovico Ludovisi
- Cardinale Luigi Caetani
- Cardinale Ulderico Carpegna
- Cardinale Paluzzo Paluzzi Altieri degli Albertoni
- Papa Benedetto XIII
- Papa Benedetto XIV
- Papa Clemente XIII
- Cardinale Marcantonio Colonna
- Cardinale Giacinto Sigismondo Gerdil, B.
- Cardinale Giulio Maria della Somaglia
- Cardinale Carlo Odescalchi, S.I.
- Cardinale Costantino Patrizi Naro
- Cardinale Lucido Maria Parocchi
- Papa Pio X
- Papa Benedetto XV
- Papa Pio XII
- Vescovo Michel-Joseph Bourguignon d'Herbigny, S.I.
- Vescovo Antoni Malecki
- Vescovo Teofilius Matulionis
- Cardinale Vincentas Sladkevičius, M.I.C.

La successione apostolica è:
- Vescovo Juozapas Matulaitis-Labukas (1989)
- Vescovo Juozas Žemaitis, M.I.C. (1989)
- Cardinale Sigitas Tamkevičius, S.I. (1991)
- Vescovo Juozas Tunaitis (1991)